# Fanas de Pel·lene
Fanas de Pel·lene (en grec antic Φάνας ο Πελληνεύς) va ser un esportista grec nascut a Pel·lene que segons Eusebi de Cesarea va guanyar la prova d'stadion a la 65a Olimpíada, l'any 512 aC. També guanyà les proves de diaule (doble estadi) i hoplitòdrom, essent el primer atleta en guanyar les tres proves en una mateixa edició dels Jocs.